# Lawrence Samuel Dillon
Pour les articles homonymes, voir Dillon.
 (juin 2024).
Si vous disposez d'ouvrages ou d'articles de référence ou si vous connaissez des sites web de qualité traitant du thème abordé ici, merci de compléter l'article en donnant les références utiles à sa vérifiabilité et en les liant à la section « Notes et références ».
Lawrence Samuel Dillon (1910–1999) est un biologiste américain. C'est principalement un entomologiste, mais il est aussi connu comme auteur en taxinomie végétale.
C'est le mari de l'entomologiste américaine Elizabeth Schatz Dillon (1907–1996).

## Publications

### 1935
- (en) Dillon L.S., 1935. Notes on Some Hololeptinae from South America (Histeridae, Coleoptera). Annals of the Entomological Society of America 28(4): 462–466, DOI 10.1093/aesa/28.4.462.

### 1941
- (en) Dillon L.S. & Dillon E.S., 1941. The tribe Monochamini in the Western Hemisphere (Coleoptera : Cerambycidae). Reading Public Museum and Art Gallery, Scientific Publications 1: 1–135, 5 pls.

### 1943
- (en) Dillon L.S. & Dillon S.S., 1943. Supplementary notes on Western Hemisphere Monochamini. Journal of the New York Entomological Society 51(1): 13–18.

### 1945
- (en) Dillon L.S. & Dillon E.S., 1945. The tribe Onciderini (Coleoptera: Cerambycidae). Part I. Reading Public Museum and Art Gallery, Scientific Publications 5(15): i–xv + 1–186.

### 1946
- (en) Dillon L.S. & Dillon E.S., 1946. Review of the Onocephalini (Coleoptera: Cerambycidae). Transactions of the American Entomological Society 72(1): 27-48.
- (en) Dillon L.S. & Dillon E.S., 1946. The tribe Onciderini (Coleoptera: Cerambycidae). Part II. Reading Public Museum and Art Gallery, Scientific Publications 6: 189–413.

### 1947
- (en) Dillon L.S. 1947. Some New Subspecies of Butterflies from Dominica, B.W.I. Bulletin of the Brooklyn Entomological Society 97: 97–102.

### 1948
- (en) Dillon L.S. & Dillon E.S., 1948. The tribe Dorcaschematini (Coleoptera: Cerambycidae). Transactions of the American Entomological Society 73: 173–298.

### 1949
- (en) Dillon L.S. & Dillon S.S., 1949. Miscellaneous synonymy and new species among Lamiinae (Cerambycidae). American Museum Novitates 1388: 1–13.

### 1952
- (en) Dillon L.S. & Dillon E.S., 1952. Cerambycidae of the Fiji islands. Bernice P. Bishop Museum Bulletin 206: 1–114.
- (en) Dillon L.S. & Dillon E.S., 1952. The Tribe Onciderini. Supplementary Notes. Annals of the Entomological Society of America 45(1): 59–79, DOI 10.1093/aesa/45.1.59.

### 1955
- (en) Dillon L.S., 1955. Revision of the Neotropical Acanthocinini (Coleoptera: Cerambycidae) I. The genus Canidia and its allies. Entomological News 66(6): 141–149.

### 1956
- (en) Dillon L.S. 1956. The Nearctic components of the tribe Acanthocinini (Coleoptera, Cerambycidae). Part I. Annals of the Entomological Society of America 49(2): 134–167, DOI 10.1093/aesa/49.2.134.
- (en) Dillon L.S. 1956. The Nearctic components of the tribe Acanthocinini (Coleoptera, Cerambycidae). Part II. Annals of the Entomological Society of America 49(3): 207–235, DOI 10.1093/aesa/49.3.207.
- (en) Dillon L.S. 1956. The Nearctic components of the tribe Acanthocinini (Coleoptera, Cerambycidae). Part III. Annals of the Entomological Society of America 49(4): 332–355, DOI 10.1093/aesa/49.4.332.
- (en) Dillon L.S. 1956. The neotropic Acanthocinini (Coleoptera, Cerambycidae). II. A further note on Canidia allies. Entomological News 67: 105–107.

### 1957
- (en) Dillon L.S. 1957. Revision of the Neotropical Acanthocinini (Coleoptera: Cerambycidae). The genus Lagocheirus. Bulletin of the British Museum of Natural History, (Entomology) 6, 137-166.

### 1959
- (en) Dillon L.S. & Dillon E.S., 1959. The Monochamini (Cerambycidae) of the Ethiopian Faunistic Region I. Subtribe Monochamidi. Pseudhammus and Allies. Scientific Publications Reading Public Museum and Art Gallery, Pennsylvania 9: 1–72.
- (en) Dillon L.S. & Dillon E.S., 1959. The Monochamini (Cerambycidae) of the Ethiopian Faunistic Region III. Oxyhammus and Relatives. Entomologische Arbeiten aus dem Museum G. Frey 10(3): 415–463.
- (en) Dillon L.S. & Dillon E.S., 1959. The Monochamini (Cerambycidae) of the Ethiopian Faunistic Region IV. Subtribe Monochamidi. Melanopolia and allies. Annals of the Entomological Society of America 52(5): 551–566, DOI 10.1093/aesa/52.5.552.

### 1961
- (en) Dillon L.S. & Dillon E.S., 1961. The Monochamini (Cerambycidae) of the Ethiopian faunistic region. II. Subtribe Monochamidi. Genera related to Monochamus. Bulletin of the British Museum (Natural History) Entomology 11(3): 61–96.

### 1963
- (en) Lawrence S. Dillon, 1963. A Reclassification of the Major Groups of Organisms Based Upon Comparative Cytology. Systematic Zoology, Vol. 12, No. 2 (Jun., 1963), pp. 71-82 (12 pages), Taylor & Francis, Ltd., DOI 10.2307/2411622, JSTOR.

### 1978
- (en) Lawrence S. Dillon, 1978. The Genetic Mechanism and the Origin of Life. 1st ed. 1978.

### 1983
- (en) Lawrence S. Dillon, 1983. The Inconstant Gene. 1st ed. 1983.